# Wroughtonia aspera
Wroughtonia aspera – gatunek błonkówki  z rodziny męczelkowatych i podrodziny Helconinae.
Gatunek ten opisali po raz pierwszy Khuat Dang Long, Cornelis van Achterberg, James M. Carpenter i Nguyen Thi Oanh w 2020 roku. Opisu dokonali na podstawie pojedynczej samicy, odłowionej w kwietniu 1998 roku do pułapki Malaise'a w Huong Son na terenie wietnamskiej prowincji Hà Tĩnh.
Błonkówka ta ma ciało o długości 11,4 mm, przednie skrzydło o długości 7,5 mm i oraz osłonkę pokładełka o długości 7,7 mm. Ubarwiona jest głównie czarno. 38-członowe czułki są brązowe z kremowobiałymi członami od jedenastego do dwudziestego. Głaszczki są żółtawobiałe z żółtawobrązowymi nasadami dwóch początkowych członów. Długość głaszczków szczękowych jest 1,6 raza większa niż głowy. Czoło cechuje się długim, spiczastym guzkiem, wznoszącym się wyżej niż żeberka czołowe. Głowa patrząc od góry jest 1,6 raza szersza niż długa. Wysokość oczu złożonych jest 1,55 raza większa od wysokości skroni. Powierzchnia potylicy jest gładka. Długość mezosomy jest 1,9 raza większa niż jej wysokość. Szerokie, płytkie i pomarszczone notauli zlewają się ku tyłowi z podłużnymi zmarszczkami. Powierzchnia pozatułowia jest grubo pomarszczona. Skrzydła mają przejrzystą błonę i brązowawożółte żyłki, przy czym pterostygma jest brązowa z żółtą nasadą. Użyłkowanie przedniego skrzydła cechuje się krótką żyłką 3-SR, równą 0,6 długości żyłki radialnej oraz trapezowatą drugą komórką submarginalną. Z kolei w skrzydle tylnym długość żyłki 1-M wynosi 0,55 długości pierwszej żyłki radialno-medialnej (1r-m). Na krawędzi tylnego skrzydła występują cztery zaszczepki. Odnóża przedniej i środkowej pary są żółte z białawożółtymi stopami, zaś tylnej pary mają żółte biodra, żółto-brązowe uda i białawożółte golenie z przyciemnionymi wierzchołkami. Tylne uda są przysadziste, nie licząc raczej stępionego guzka 3,1 raza dłuższe niż szerokie, pozbawione wyraźnego piłkowania na spodzie. Metasoma ma grzbietowe żeberko na pierwszym tergicie sięgające do 0,7 jego długości.
Owad orientalny, znany wyłącznie z lokalizacji typowej w Wietnamie.